# Félix Person
Félix Person est un homme politique français né le 4 février 1795 à Caen (Calvados) et mort le 6 mars 1876 à Graye (Calvados).

## Biographie
Après une courte carrière militaire sous le Premier Empire, il devient éleveur de chevaux. Opposant à la Monarchie de Juillet, il est député du Calvados de 1848 à 1849, siégeant à la gauche modérée.

## Sources
- « Félix Person », dans Adolphe Robert et Gaston Cougny, Dictionnaire des parlementaires français, Edgar Bourloton, 1889-1891 [détail de l’édition]